# Luigi Druetti
Luigi Druetti (1853 – 1919) è stato un generale italiano, che ricoprì la carica di Governatore della Tripolitania tra il 1º novembre 1914 e il 5 febbraio 1915. Dopo l'inizio delle operazioni sul fronte orientale contro l'Impero austro-ungarico fu comandante della 5ª Divisione del III Corpo d'armata.

## Biografia
Nacque nel 1853. Promosso tenente colonnello l'11 luglio 1893, mentre prestava servizio presso il 49º Reggimento fanteria di stanza a Siracusa. Nel 1900 con il grado di colonnello era comandante del 78º reggimento fanteria, nel 1906 del 48º Reggimento fanteria. Promosso maggior generale nel 1913 era comandante della Divisione militare territoriale di Cagliari (25ª). Divenuto tenente generale assunse il comando della Divisione militare territoriale di Ancona per essere poi assegnato al Ministero delle colonie. il 1 novembre 1914 sostituì il generale Giorgio Cigliana nell'incarico di Governatore della Tripolitania. Appena arrivato in Tripolitania si trovò subito alle prese con lo scoppio di una grande ribellione nel Fezzan, e dovette ordinare lo sgombero del Gheriàt, il ripiegamento dei presidi di Gadames e Sinaum non potendo rifornirli, e la radunata a Jefren di tutti i presidi e le stazioni carovaniere. Il 19 dicembre con un telegramma segnalò la sua intenzione di abbandonare l'interno della Colonia per attestare le sue forze sulla linea costiera nelle sue località principali, fra il confine occidentale e la Sirte, e la linea marginale de Gebel fra Fessato e Homs. A causa delle sue incessanti richieste a Roma per l'invio di rinforzi, fu convocato d'urgenza nella Capitale per un incontro con il Ministro Ferdinando Martini che avvenne il 1 febbraio, alla presenza del Ministro della guerra Vittorio Italico Zupelli e del capo di stato maggiore del Regio Esercito generale Luigi Cadorna. In questo incontro egli espresse nuovamente la richiesta dell'invio di rinforzi immediati, pari a sei battaglioni metropolitani, da portarsi a 12, oltre al battaglione eritreo da trasferire in Cirenaica. Cadorna, che considerava le forze presenti in Tripolitania più che sufficienti, si espresse negativamente. Martini, pur sollecitando presso il Ministero della guerra l'invio di rinforzi chiese la sua sostituzione con il generale Giulio Cesare Tassoni, cosa che avvenne il 5 febbraio 1915. Rientrato in Patria assunse il comando della Divisione militare territoriale di Milano. All'atto dell'entrata in guerra del Regno d'Italia, avvenuta il 24 maggio 1915, comandava la 5ª Divisione del III Corpo d'armata alla testa della quale prese alle operazioni iniziali sul fronte orientale. Lasciò il comando della divisione al generale Alberto Cavaciocchi il 22 luglio successivo, venendo collocato a disposizione in soprannumero, decisione confermata con Decreto Luogotenenziale del 9 novembre 1916.  Si spense nel 1919.

### Annotazioni
1. ↑  Per mantenere il possesso della città di Misurata richiese l'invio di una intera divisione.

### Fonti
1. ↑  Gazzetta Ufficiale del Regno d'Italia n.177 del 28 luglio 1893, pag.3359.
2. ↑   Calendario generale del Regno d'Italia, 1900,  p. 1013. URL consultato il 20 marzo 2021.
3. ↑  Túccari 1994, p. 127.
4. ↑   La Civiltà cattolica, Volume 65,Edizione 4, 1914,  p. 504. URL consultato il 12 marzo 2021.
5. ↑  Túccari 1994, p. 129.
6. ↑  Túccari 1994, p. 157.
7. 1 2 3  Túccari 1994, p. 158.
8. ↑  Túccari 1994, p. 159.
9. ↑   Bollettino ufficiale delle nomine, promozioni e destinazioni negli uffiziali, 1915,  p. 205. URL consultato il 12 marzo 2021.
10. 1 2  Fronte del Piave.
11. ↑   Bollettino ufficiale delle nomine, promozioni e destinazioni negli uffiziali, 1916,  p. 6176. URL consultato il 12 marzo 2021.
12. ↑  Gazzetta Ufficiale del Regno d'Italia n.119 del 21 maggio 1906, pag.2378.
13. ↑   Bollettino ufficiale delle nomine, promozioni e destinazioni negli uffiziali, 1908,  p. 366. URL consultato il 12 marzo 2021.
14. ↑  Gazzetta Ufficiale del Regno d'Italia n.251 del 13 ottobre 1916, pag.5851.